# 挂甲峪龙王庙
挂甲峪龙王庙，位于北京市平谷区大华山镇挂甲峪村，是一座道教全真派宫观。

## 历史
挂甲峪三面环山，西为峪口。据说，北宋杨六郎抗击辽兵时，在峪中某处挂甲，故此处得名“挂甲峪”。挂甲峪龙王庙位于峪东长寿山麓，坐北朝南，乃丫髻山皇家道观的下院。据载，此处在隋唐时期已建立了龙王庙，此后各朝代屡兴屡废。如今的庙宇为2005年在原址复建。
2008年10月7日，挂甲峪龙王庙举行了宗教活动场所颁证仪式暨开光典礼，继兴隆观之后成为北京市平谷区第二个道教活动场所。该庙也成为继北京东岳庙之后北京市第六座通过人民政府批准获得宗教活动场所资格的道观。

## 建筑
挂甲峪龙王庙占地面积1000多平方米。主要建筑有山门、龙王殿、三官殿、财神殿、三清殿、玉皇殿等。
- 山门：门上挂“龙王庙”金字匾额，为中国道教协会副会长、北京市道教协会会长黄信阳题写。[1]
- 龙王殿：悬山顶，三开间。檐下东墙绘岳飞元帅像，西墙绘温琼元帅像。殿中祀东海沧宁广德龙王像，后壁绘有四海龙王像。东西两壁绘有风雨雷电四神显圣图。龙王殿前有一尊铁香炉，殿前东西各有蟠龙碑帽一座。[1]
  - 三官殿：为龙王殿的东配殿，祀天官、地官、水官三官大帝，南北两壁分别绘《蟠桃会》和《三官巡天图》。[1]
  - 财神殿：为龙王殿的西配殿，祀文财神比干、药王孙思邈、关圣帝君。南北两壁分别绘《关帝圣迹》和《寻医问道》。[1]
- 三清殿、玉皇殿等殿宇：正在筹建中[1]